# 王時 (弘治進士)
王時（1457年—？），字時中，廣西桂林中衛籍，明朝政治人物。

## 生平
成化七年（1471年）辛卯科廣西鄉試第二名舉人。弘治六年（1493年）中式癸丑科會試第二百九十七名，三甲第五十一名進士。

## 家族
曾祖王成存；祖父王瑄；父王銘，母金氏。永感下。